# Riu Oldman
El riu Oldman (en anglès:Oldman River) és un riu que es troba al sud d'Alberta, Canadà. Des de les muntanyes Rocoses discorre d'oest a est, tot passant per les poblacions de Fort Macleod, Lethbridge, Taber, fins al llac Grassy on s'uneix amb el riu Bow per formar el South Saskatchewan River, el qual finalment desemboca a la Badia de Hudson.
El riu Oldman té una llargada de 363 quilòmetres i una conca de drenatge de 26.700 km². Neix a 2.100 m d'altitud. El seu cabal mitjà és de 95m³/s.

## Història

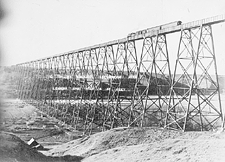
Viaducte de Lethbridge sobre el riu Oldman

L'any 1990 el govern d'Alberta va planejar un embassament sobre el riu Oldman que hauria inundat un antic cementiri dels blackfoot. Els Blackfoot s'hi oposaren amb armes. Finalment l'embassament es va fer en un altre lloc, en la confluència dels rius Oldman, Crowsnest i Castle.
A la conca del riu hi ha dipòsits de la pedra gemma ammolita.

## Afluents
Des de la capçalera fins a la desembocadura el riu Oldman rep:
- riu Livingstone
- riu Crowsnest
- riu Castle
- Pincher Creek

- Beaver Creek
- Willow Creek
- riu Belly
  - riu Waterton
- riu St. Mary
  - Lee Creek
- riu Little Bow